# The Clash (álbum)
The Clash é o álbum de estreia da banda britânica de punk rock The Clash. Foi lançado em 1977, tendo duas versões, uma no Reino Unido e outra nos Estados Unidos. A versão americana foi lançada em 1979, após London Calling, o terceiro álbum britânico do grupo (e primeiro para o mercado norte-americano).

## Faixas

### Versão britânica
Lado A
1. "Janie Jones"
2. "Remote Control"
3. "I'm So Bored with the USA"
4. "White Riot"
5. "Hate & War"
6. "What's My Name"
7. "Deny"
8. "London's Burning"

Lado B
1. "Career Opportunities"
2. "Cheat"
3. "Protex Blue"
4. "Police & Thieves"
5. "48 Hours"
6. "Garageland"

### Versão norte-americana (1979)
Lado A
1. "Clash City Rockers"
2. "I'm So Bored With the USA"
3. "Remote Control"
4. "Complete Control"
5. "White Riot"
6. "(White Man) In Hammersmith Palais"
7. "London's Burning"
8. "I Fought the Law"

Lado B
1. "Janie Jones"
2. "Career Oportunities"
3. "What's My Name"
4. "Hate & War"
5. "Police & Thieves"
6. "Jail Guitar Doors"
7. "Garageland"

## Posição nas paradas musicais
| Parada (1977)                       | Melhor posição |
| ----------------------------------- | -------------- |
| Suécia (Sverigetopplistan)          | 42             |
| Reino Unido (Official Albums Chart) | 12             |

| Parada (2024) | Melhor posição |
| ------------- | -------------- |
| Grécia (IFPI) | 23             |

| Parada (1979)                  | Melhor posição |
| ------------------------------ | -------------- |
| Estados Unidos (Billboard 200) | 126            |

## Certificações
}
| Região                                              | Certificação | Vendas   |
| --------------------------------------------------- | ------------ | -------- |
| Reino Unido (BPI)                                   | Ouro         | 100,000^ |
| Estados Unidos (RIAA)                               | Ouro         | 500,000^ |
| ^números de vendas baseados somente na certificação |              |          |